# Gunning Victoria Jubilee Prize
O Gunning Victoria Jubilee Prize Lectureship é um prêmio quadrianual da Sociedade Real de Edimburgo em reconhecimento a trabalho original feito por cientistas residentes ou em conecção com a Escócia.
Foi fundado em 1887 por Robert Halliday Gunning, um cirurgião escocês, empreendedor e filantropo que passou a maior parte de sua vida no Brasil.
Prêmios com um nome similar foram também concedidos pela Universidade de Edimburgo.

## Recipientes
Fonte:
- 1887: Sir William Thomson, por uma série de artigos sobre hidrocinética
- 1887–1890: Peter Guthrie Tait, por trabalho feito na Expedição Challenger
- 1890–1893: Alexander Buchan, por suas contribuições sobre meteorologia
- 1893–1896: John Aitken, por seu trabalho na formação e condensação de vapor aquoso
- 1896–1899: Rev. Thomas David Anderson, por suas descobertas de novas estrelas variáveis
- 1900–1904: Sir James Dewar, por suas pesquisas sobre a liquefação de gases
- 1904–1908: George Chrystal, por uma série de artigos sobre seichas
- 1908–1912: John Norman Collie, por suas contribuições à química orgânica e inorgânica
- 1912–1916: Thomas Muir, por suas memórias sobre a teoria e história dos determinantes
- 1916–1920: Charles Thomson Rees Wilson, por seus estudos em conecção com núcleo de condensação, ionização de gases e eletricidade atmosférica
- 1920–1924: Sir Joseph John Thomson, por suas descobertas em física
- 1924–1928: Edmund Taylor Whittaker, por suas contribuições à matemática
- 1928–1932: Sir James Walker, por contribuições à física e química geral
- 1932–1936: Charles Galton Darwin, por suas contribuições à física matemática
- 1936–1940: James Colquhoun Irvine, por contribuições à química orgânica
- 1940–1944: Herbert Turnbull, por suas contribuições às ciências matemáticas
- 1944–1948: Max Born, por contribuições à física teórica
- 1948–1952: Alexander Aitken, por suas contribuições à matemática pura
- 1952–1956: Harry Melville, por contribuições à cinética das reações e à física e química de altos polímeros
- 1956–1960: Sir Edward Appleton, contribuições para a física ionosférica e radiofísica
- 1960–1964: Sir Edmund Hirst, por contribuições à química de carboidratos
- 1964–1968: Sir William Vallance Douglas Hodge, por contribuições à geometria
- 1968–1972: Philip Dee, por contribuições à for contributions to física nuclear

- 1972–1976: Arthur Erdélyi, por contribuições a matemática, especialmente a teoria de funções especiais
- 1976–1980: Charles Kemball, por contribuições as estudo da análise
- 1984: Nicholas Kemmer, por suas contribuições à teoria das partículas elementares
- 1988: Sir Michael Atiyah, por suas contribuições à matemática
- 1992: Peter Ludwig Pauson, por suas contribuições para a química de complexos carbonílicos de dieno e trieno-metal
- 1996: Kathryn Whaler, por sua contribuição para o desenvolvimento de modelos matemáticos no componente de comprimento de onda longo do campo geomagnético
- 2000:  Angus Macintyre, por suas contribuições para a lógica, teoria de modelos, álgebra, análise e ciência da computação
- 2004: Peter Bruce,[2] por contribuições para a química do estado sólido
- 2008: James Hough, por seu trabalho sobre ondas gravitacionais